# Кабрейруш (Арока)
Кабре́йруш (порт. Cabreiros; МФА: [kɐ.ˈbɾɐj.ɾuʃ]) — колишня парафія в Португалії, в муніципалітеті Арока. Перебувала у складі округу Авейру.  Входила до регіону Північ. За старим адміністративним поділом, що був чинним до 1976 року, територія парафії належала провінції Берегове Дору.  Ліквідована 28 січня 2013 року. Увійшла до складу парафії Кабрейруш і Албергарія-да-Серра. Площа парафії — 16,54 км², населення — 126 ос. (2011), густота населення — 7,62 осіб/км²
. Патрон — святий Мамант. Поштовий індекс — 4540. Код  — 010405.

## Географія

Арока (2013)
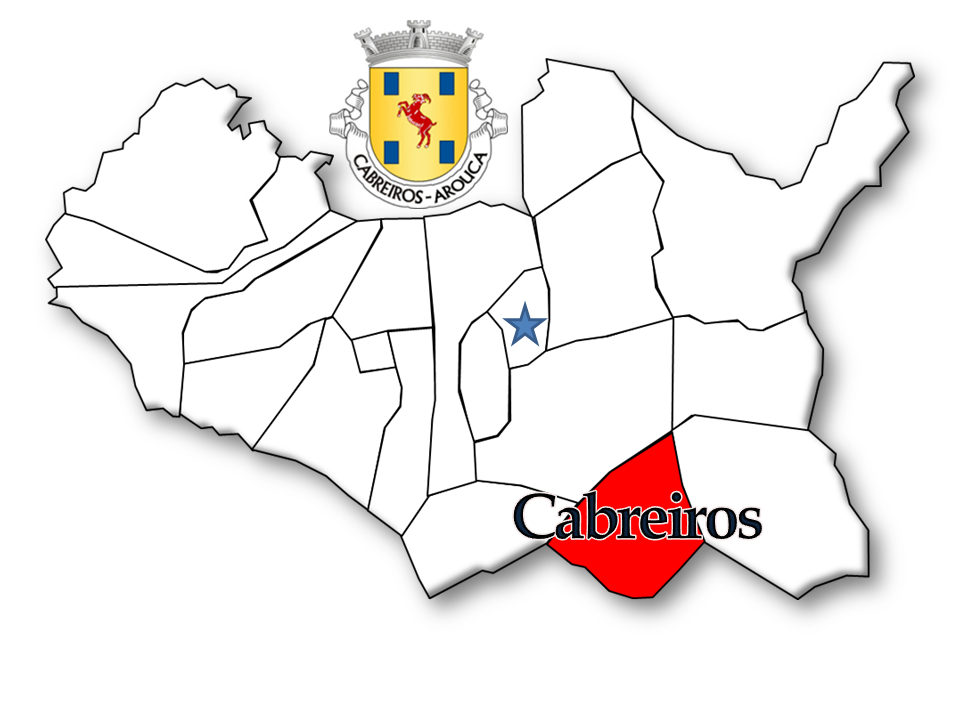
Кабрейруш

## Населення
| Кількість мешканців | Кількість мешканців | Кількість мешканців | Кількість мешканців | Кількість мешканців | Кількість мешканців | Кількість мешканців | Кількість мешканців | Кількість мешканців | Кількість мешканців | Кількість мешканців | Кількість мешканців | Кількість мешканців | Кількість мешканців | Кількість мешканців |
| ------------------- | ------------------- | ------------------- | ------------------- | ------------------- | ------------------- | ------------------- | ------------------- | ------------------- | ------------------- | ------------------- | ------------------- | ------------------- | ------------------- | ------------------- |
| 1864                | 1878                | 1890                | 1900                | 1911                | 1920                | 1930                | 1940                | 1950                | 1960                | 1970                | 1981                | 1991                | 2001                | 2011                |
| 344                 | 434                 | 485                 | 489                 | 492                 | 589                 | 480                 | 672                 | 923                 | 693                 | 521                 | 284                 | 253                 | 186                 | 126                 |